# Грот, Джордж
Джордж Грот (англ. George Grote; 17 ноября 1794, графство Кент — 18 июня 1871, Лондон) — английский историк античности и политический деятель. Основной труд — 12-томная «История Греции» («History of Greece», 1846—1856). Как отмечают, исследование самых разных сторон греческой истории, интерес к демократическим институтам, критический метод использования источников, образный и живой язык обеспечили этому труду почётное место в европейской историографии. Состоял членом палаты общин с 1832 по 1841 г. 
Член Лондонского королевского общества (1857), иностранный член-корреспондент Петербургской академии наук (1861), иностранный член французской Академии моральных и политических наук (1864).

## Биография
Его дед был выходцем из Бремена, немецким протестантом перебравшимся в Англию в середине XVIII века и основавшим там в Лондоне банкирский дом.
Джордж с 10 до 16 лет обучался в лучшей лондонской школе, где прекрасно овладел древними языками. По её окончании работал в семейной банкирской конторе банковского дома «Грот, Прескотт и компания». Свободное время он отдавал чтению сочинений по философии, истории, юриспруденции, политической экономии.
Большое влияние оказало на него личное общение с такими экономистами и мыслителями, как Рикардо, с которым Грот завязал знакомство в 1817 году, а также Джеймс Милль, с которым Грот познакомился в доме Рикардо (возможно, в 1819 г.), и И. Бентам, который был лидером утилитаристов, к которым присоединился и Грот. В более позднее время его ближайшими друзьями были Дж. К. Льюис, А. Бэн, Дж. Ст. Милль.
По своим политическим взглядам Грот был сторонником умеренного либерализма вигов, примыкая к их левому крылу.
Радикальный демократизм, отличающий всю его политическую деятельность и красною нитью проходящий через «Историю Греции», был уже в молодости воспринят им от Милля и Бентама вместе с отторжением всякого гнета.
Первое печатное сочинение Грота «Essay on parliamentary reform» (1821) было направлено против классовой исключительности в управлении; парламентской реформе он посвятил и свою брошюру «Essentials of parliamentary reform» (1830). В 1830 году, совершив поездку за рубеж, проводил время в кругу парижских либералов, но был вынужден покинуть Францию из-за смерти отца.
Джордж Грот состоял членом палаты общин с 1832 по 1841 г. (от Лондонского Сити), будучи одним из руководителей фракции радикалов (впоследствии объединившихся с вигами и пилитами в Либеральную партию). Занимался активной парламентской деятельностью. Несколько раз вносил предложение о тайном голосовании при избрании в парламент, но безуспешно; только в 1872 г. эта мера получила силу закона. В конце концов, не надеясь осуществить свою программу радикальных мер, отказался от места в парламенте.
Живой интерес к современности уживался у молодого Грота с серьёзными занятиями древнегреческой историей. Как пишет В. П. Бузескул, он прекрасно знал классиков и новейшую специальную ученую литературу, особенно немецкую. В 1841 году он оставил парламент, а в 1843 — банковскую деятельность, и сосредоточился над работой над своим трудом, ставшим впоследствии основным.
Обширный материал по греческой мифологии вместе с аналогичными сказаниями других народов был им собран в 1823 г., и уже в конце этого года Грот принялся за составление «Истории Греции». В 1826 г. в критической статье в журнале «Вестминстерское обозрение» об «Истории Греции» У. Митфорда (по сути, преемником которого в авторстве многотомной древнегреческой истории он станет) Грот высказал руководящие взгляды на предмет и задачи задуманного труда: по этой одной статье Нибур угадал в авторе будущего знаменитого историка.
В 1843 г. в том же журнале появилась статья Грота о сочинении Нибура: «Griechische Heroengeschichten», составлявшая как бы непосредственное продолжение его ранних занятий мифологией и в общих чертах дававшая содержание I тома «Истории».
Как отмечает В. И. Кузищин, его опыт банковской и политической деятельности «позволили Гроту лучше понять пружины исторического развития древнегреческих полисов», а знакомством с видными экономистами Англии и их влиянию он «обязан интересом к экономическим проблемам античной истории».

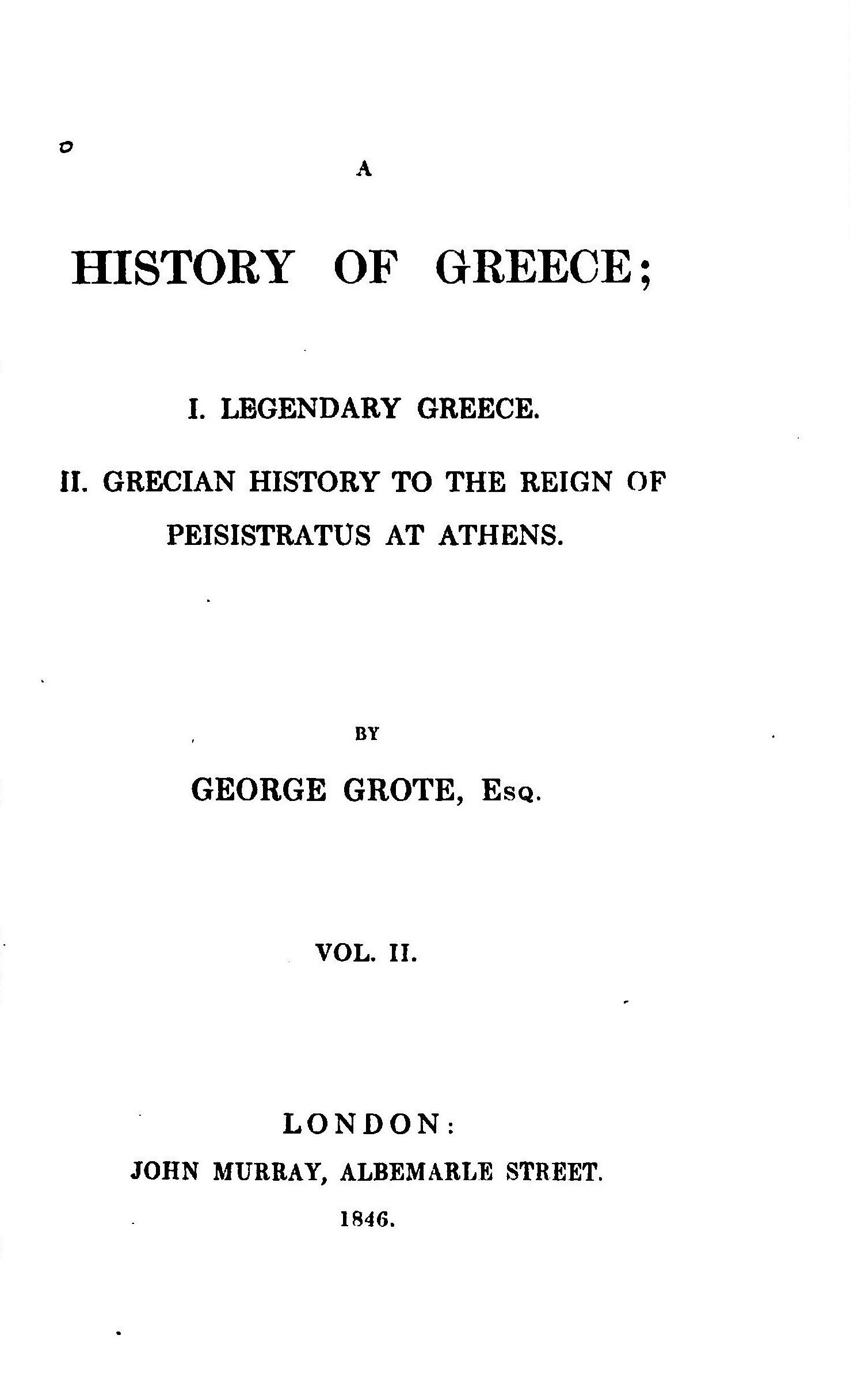
Заглавная страница «Истории Греции»

Двенадцать томов «History of Greece» Джорджа Грота вышли в свет между 1845 и 1855 гг. Её появление стало целым событием, привлекло внимание не только специалистов, а широких образованных кругов не только Англии, а Европы и Америки. Она посвящена истории Древней Греции с древнейших времён до 301 до н. э. Отмечают, что он прекрасно выяснил условия, которые в пределах мелких политических общин породили античную образованность с её общечеловеческим характером и цивилизующей силой. В изложении в его «Истории» преобладает политическая история, с особым упором на афинскую. Он идеализировал афинскую демократию. В отношении ранней греческой традиции он проявляет гиперкритицизм, эпоха эллинизма представляется ему бессодержательной. Его работа главным образом являлась собирательным пересказом легендарной традиции, вместе с тем с критическим к ней отношением. По замечанию Бузескула, труд Грота также «отличается большим реализмом и в этом отношении составляет противоположность господствовавшему прежде несколько романтическому взгляду на греков».
Отмечают также несомненные литературные достоинства его работы.
Его труд, будучи созвучен проходившей тогда в Англии борьбе за демократические преобразования, вызвал широкий общественный резонанс. Только в Англии его работ была издана пять раз, последний в 1888 году. Как отмечает В. И. Кузищин, «Грот стремился показать, что в пределах именно демократических государств были созданы условия для формирования высокой греческой культуры с её общечеловеческими ценностями, имеющими также большое значение для европейской культуры».
В значительной мере Гроту история Греции обязана видным местом, занимаемым ею в кругу образовательных дисциплин[уточнить].
Благодаря своему труду он приобрёл всемирную известность.
Ему было предложено пэрство, от которого он отказался.
Не так велико значение другого капитального сочинения Грота, «Plato and the other companions of Socrates» (I—III, Лонд. 1865; 2 изд., 1867), хотя и оно встречено было критикой с большим сочувствием, особенно Дж. Ст. Миллем. Важное достоинство этого труда — ясный, обстоятельный анализ отдельных диалогов, с изложением основных положений автора. Во многом «Платон» служит дополнением к «Истории Греции».
Последние годы жизни Грот с особенным усердием продолжал давно начатые занятия Аристотелем, но успел закончить только меньшую часть труда, о логике Аристотеля. Несколько статей по философии написаны Гротом в виде приложений к различным сочинениям Бэна. В 1869 г. он вместе с Дж. Ст. Миллем изготовил новое издание «Analysis of the phenomena of the human mind» Джеймса Милля.
К концу жизни он частично пересмотрел свои общественно-политические воззрения, так, в 1867 году он сказал: «Я пережил свою веру в силу республики, как преграды против низких страстей большинства, и допускаю возможность, что верховная власть, когда она покоится в республиканских руках, может быть употреблена так же пагубно, как и деспотом, подобным Наполеону I».
Кабинетные труды чередовались с усиленной административной деятельностью в Лондонском университете, вице-канцлером которого он был с 1862 года и до конца жизни. Грот погребен в Вестминстерском аббатстве (Уголок поэтов). Высшей оценкой своей ученой деятельности Грот считал избрание его иностранным членом французской Академии моральных и политических наук на место Маколея. Он был почетным членом многих академий, ученых обществ и университетов, в частности Петербургского и Харьковского.
По смерти Грота Бэном и Робертсоном изданы его «Aristotle» (Лонд., 1872), «Fragments on ethical subjects» (Лондон, 1876) и сборник мелких сочинений.
Его супруга, которая овдовев написала его биографию, выставляла своё участие в написании им «Истории Греции» гораздо большим, чем можно было бы подумать.

## Комментарии
1. ↑  Не считая основательного труда Тёрлуолла, который вышел несколько ранее работы Грота, и о которой последний говорил, что если бы она появилась ещё ранее «ему бы и в голову не пришла мысль писать свою „Историю Греции“», которая, выйдя «вскоре после труда Тёрлуолла, совершенно затмила его», как пишет В. П. Бузескул (см. его «Введение…» ниже)